# Кан-сюр-л’Агли
Кан-сюр-л’Агли́ (фр. Camps-sur-l'Agly) — коммуна во Франции, находится в регионе Лангедок — Руссильон. Департамент коммуны — Од. Входит в состав кантона Куиза. Округ коммуны — Лиму.
Код INSEE коммуны — 11065.

## Население
Население коммуны на 2008 год составляло 84 человека.
| 1962 | 1968 | 1975 | 1982 | 1990 | 1999 | 2008 |
| ---- | ---- | ---- | ---- | ---- | ---- | ---- |
| 16   | 38   | 37   | 46   | 56   | 60   | 84   |

## Экономика
В 2007 году среди 57 человек в трудоспособном возрасте (15—64 лет) 31 были экономически активными, 26 — неактивными (показатель активности — 54,4 %, в 1999 году было 54,5 %). Из 31 активного работали 24 человека (13 мужчин и 11 женщин), безработных было 7 (4 мужчины и 3 женщины). Среди 26 неактивных 2 человека были учениками или студентами, 11 — пенсионерами, 13 были неактивными по другим причинам.